# Tetrarpages lansbergei
Tetrarpages lansbergei là một loài bọ cánh cứng trong họ Cerambycidae.